# Dsiban
Dsiban (psi Draconis) is een ster in het sterrenbeeld Draak (Draco).
De ster staat ook bekend als Dziban.